# Pholcus podophthalmus
Pholcus podophthalmus is een spinnensoort uit de familie trilspinnen (Pholcidae). De soort komt voor in India en China. 